# Santi di Tito

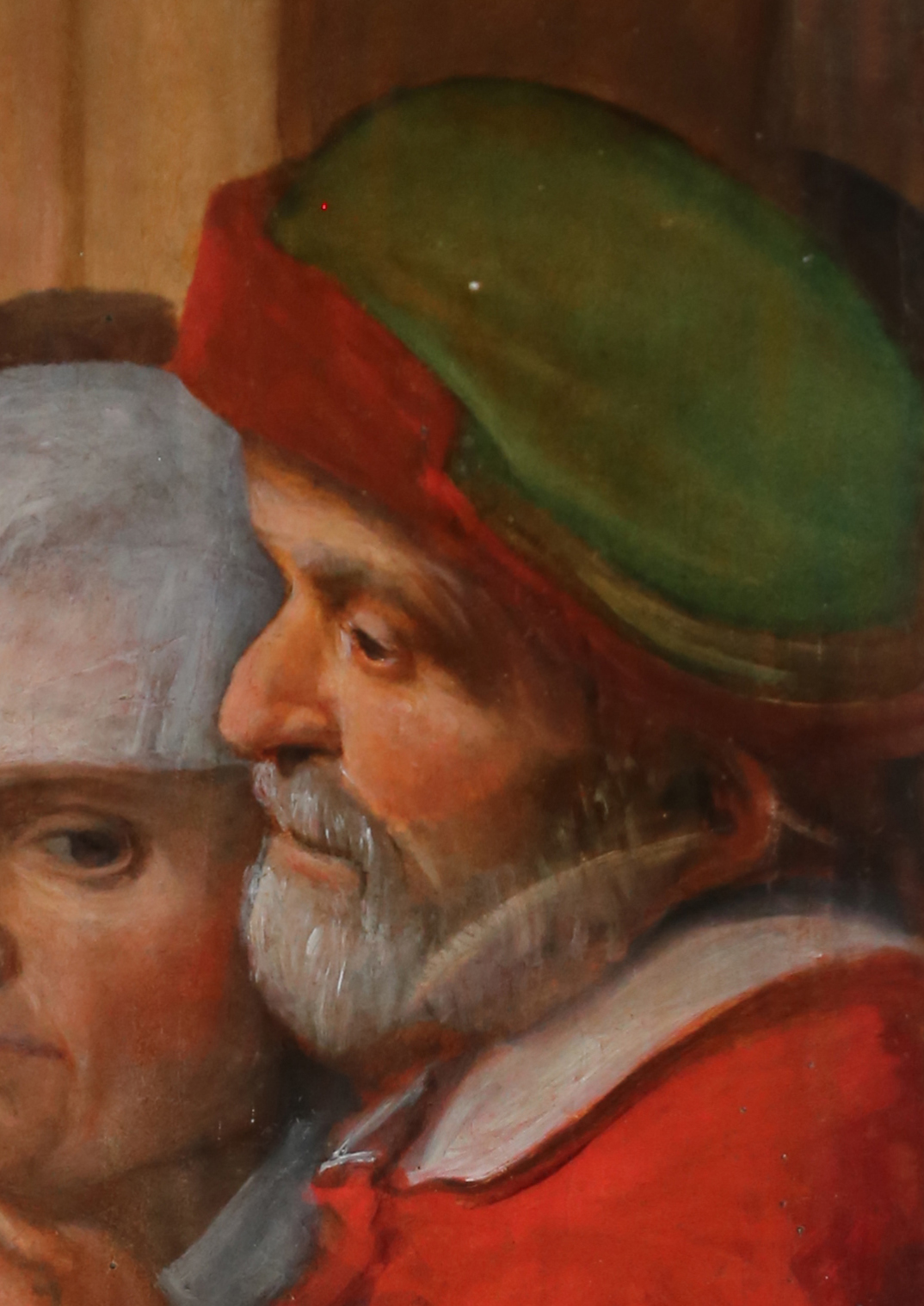
Santi di Tito

Santi di Tito, född 1536, död cirka 1602, var en italiensk senmanieristisk målare och arkitekt.
Santi di Tito samarbetade med Agnolo Bronzino i Florens. I Rom utförde han flera fresker, inspirerade av Rafaels måleri.